# آککائینوو
آککائینوو (انگلیسی: Akkainovo) یک شهرک در شهرستان بیرسکی باشقیرستان کشور روسیه است.